# А капелла
А капе́лла (итал. a cappella, «как в капелле») — пение (как правило, хоровое) без инструментального сопровождения. Термин «а капелла» изначально предназначался для разграничения между полифонией эпохи Возрождения и стилем концертного барокко. В XIX веке возобновившийся интерес к полифонии эпохи Возрождения в сочетании с незнанием того факта, что вокальные партии часто дублировались инструменталистами, привели к тому, что термин стал означать вокальную музыку без инструментального сопровождения.

## Характеристика
Термин появился в конце XVII века, его обычно связывают с практикой папского богослужения в римской Сикстинской капелле. В широком смысле пением «а капелла» называют любую вокальную музыку (солист, вокальный ансамбль, хор и комбинации вокальных составов) без инструментального сопровождения.
Распространено в народном творчестве, церковной музыке (раннехристианской — апологетом хваления Богу, воздаваемого исключительно словом (логосом), озвученным человеческим голосом, без «флейт и труб», был уже Климент Александрийский; ранней католической и православной — органное сопровождение на Западе впервые было использовало только примерно в 670 году), а затем в произведениях композиторов нидерландской школы, творчестве Джованни Палестрины.
Стиль пения «а капелла» развивался также в светском певческом искусстве композиторами Возрождения, в том числе в мадригалах.
Как стиль профессионального хорового искусства пение «а капелла» определилось в культовой полифонии к концу средних веков, достигло расцвета у мастеров нидерландской школы и получило классическое выражение в Римской школе (Палестрина, Беневоли, Скарлатти). Следует учесть, что в XVII—XVIII веках пение a cappella (особенно светское) могло сопровождаться солирующими инструментами или генерал-басом; затем стало вновь цениться исполнение вообще без сопровождения.
Хоровое искусство православных церквей использует пение исключительно «а капелла». В Древневосточных православных церквях (Эфиопской, Коптской, Малабарской) иногда допускается музыкальное сопровождение, в том числе с использованием традиционных африканских и азиатских инструментов. В России сторонником внедрения в богослужения инструментов был композитор Александр Гречанинов, однако это решение не было принято поместным собором 1917—1918 гг.
В мировой литературе существует огромное количество работ, написанных для исполнения без музыкального сопровождения, как мужским, так и смешанным хором. К ним относятся оратории, сюиты для хора и солиста, циклы песен, реквием. Также в них прослеживается большое влияние традиций духовной музыки.
Пение а капелла широко применяется в камерной хоровой музыке европейских композиторов XIX века. Больших высот достигло в русской хоровой культуре XX века (сочинения Танеева, Кастальского, Рахманинова, Чеснокова, Виктора Калинникова, Давиденко, Коваля, Шебалина, Шостаковича, Свиридова, Салманова; деятельность Синодального хора, Придворной певческой капеллы и др.). В настоящее время пение а капелла распространено во многих странах.
В разговорном языке музыкантов используется словосочетание «акапельное пение».